# I Am... World Tour
I Am... World Tour – koncertowe DVD/CD amerykańskiej wokalistki rhythm and bluesowej Beyoncé Knowles, która była jednocześnie jego reżyserką, producentką oraz montażystką. Materiał został zarejestrowany w obecności ponad miliona fanów, którzy odwiedzili występy wokalistki podczas jej światowej trasy koncertowej I Am... Tour. DVD stanowi kombinację występów koncertowych z trasy, łącznie z gościnnym udziałem Jaya-Z oraz Kanye Westa, a także momentów zza kulis. Dzięki nim, film zyskał miano osobistego, jako że ukazuje bardziej prywatną stronę życia Beyoncé.
I Am... World Tour miał ekskluzywną premierę na antenie telewizji ABC, która wyemitowała go 25 listopada 2010 roku z okazji Dnia Dziękczynienia.
I Am... World Tour zadebiutował na szczycie listy Billboard Music DVD Chart, na którym spędził pięć tygodni. Jego sprzedaż w Stanach Zjednoczonych wyniosła w sumie ponad 200.000 egzemplarzy, dzięki czemu album uzyskał status podwójnej platyny.
Po pięciu tygodniach od oficjalnej premiery, I Am... World Tour stał się najlepiej sprzedającym muzycznym DVD roku 2010 w Stanach Zjednoczonych.

## Tło i wydanie
I Am... World Tour dokumentuje trasę koncertową Beyoncé I Am... Tour, promującą jej trzeci album studyjny, I Am... Sasha Fierce, wydany w listopadzie 2008 roku. Knowles wytłumaczyła, skąd wziął się pomysł na filmowanie występów dookoła świata: „Był pewien moment, kiedy byłam w Chinach. Gdy siedziałam w tym ogromnym apartamencie, wyjrzałam przez okno i zobaczyłam tysiące ludzi. W tamtej chwili nie mogłam uwierzyć w swoje życie... Myślę, że poczułam się nieco samotna. Chciałam z kimś porozmawiać, dlatego włączyłam mój komputer i po prostu mówiłam.” Kamera towarzyszyła Beyoncé podczas 116 koncertów, które odbyły się w 78 miastach, 32 państwach i na 6 kontynentach w obecności ponad miliona fanów.
Standardowa edycja DVD miała ekskluzywną premierę w sieci Wal-Mart 26 listopada 2010 roku. Edycja deluxe, złożona z koncertowego DVD, audio CD, materiałów dokumentujących oraz 40-stronicowej książeczki ze zdjęciami i ścieżką dźwiękową, ukazała się 30 listopada w kilkunastu krajach. Natomiast I Am... World Tour w formacie Blu-ray miał premierę 7 grudnia.

## Produkcja i kompozycja
Knowles była jednocześnie producentką i reżyserką I Am... World Tour, natomiast za montaż materiału odpowiadało należące do niej studio Parkwood Pictures. DVD składa się zarówno z zapisów koncertów, jak i momentów zza kulis. Wykonania kilku piosenek zostały, specjalnie na potrzeby filmu, skrócone, natomiast część utworów została całkowicie pominięta i niewydana na I Am... World Tour (w tym między innymi „Me, Myself and I”).
I Am... World Tour był reżyserskim debiutem Beyoncé. Podczas jednego z wywiadów, wokalistka powiedziała: „Jestem bardzo podekscytowana – to mój debiut w roli reżyserki. Czuję się tak, ponieważ moi fani będą razem ze mną w kinie i nie mogę się doczekać, aż wszyscy go obejrzą [I Am... World Tour]. Montaż materiału zajął mi dziewięć miesięcy, gdyż chciałam pokazać odrobinę z każdego koncertu w ramach trasy, a było ich 116, więc możesz sobie wyobrazić, jak wiele pracy nas to kosztowało, ale było warto.” Na nowojorskiej premierze, Knowles wytłumaczyła, że była całkowicie zaangażowana w podejmowanie decyzji, które momenty zostaną zawarte w finałowej wersji filmu, a z których trzeba zrezygnować: „To była ciężka praca. Nauczyłam się bardzo wielu rzeczy i nabyłam większego szacunku dla wszystkich reżyserów. Myślę, że chciałabym częściej podejmować się reżyserii.”
Mimo że I Am... World Tour składa się z zapisów koncertów z miast całego świata, większość wydanego na DVD materiału zarejestrowana została podczas występu w londyńskiej O2 Arenie.
Materiał zza kulis obejmuje zarówno filmy i zdjęcia z dzieciństwa Knowles, jak i zapisy jej szczerych wyznań, kiedy to po dziewięciu nieprzerwanych dniach koncertowania, prób i nagrywania, obawia się o swoje zdrowie. W wywiadzie dla Entertainment Tonight, wokalistka powiedziała: „Za pośrednictwem tego filmu chciałam zrobić coś zupełnie nowego. Chciałam, aby ludzie przeżyli koncertowy show z innej perspektywy; [...] aby zobaczyli je ze strony, z której nie mieli okazji. Doszłam do wniosku, że byłoby świetnie, gdyby każdy mógł spojrzeć na to z mojego punktu widzenia. To rzut okiem za kurtynę. Prawdę mówiąc, nie chodzi tylko o brak makijażu, ale o emocje, które są tak prawdziwe i surowe, że myślę, iż nie porzuciłabym tego pancerza, gdyby ktokolwiek mi towarzyszył w tamtej chwili.”
Na DVD zawarte zostały również zapisy wykonań, podczas których na scenie gościnnie pojawili się Jay-Z i Kanye West. Ostatnie minuty I Am... World Tour kierują się w sentymentalną stronę, kiedy Beyoncé śpiewa klasyk Etty James, „At Last”, sięgający czasów walk o prawa człowieka. Następnie Knowles przyznaje, że jej życie bywa przytłaczające, jednak mimo to, jest błogosławieństwem: „Jestem wdzięczna... Żyję i spełniam swoje marzenia.” Finał DVD stanowi wykonanie „Halo”, podczas którego Knowles złożyła hołd Michaelowi Jacksonowi, i podczas którego wyświetlane były materiały zarejestrowane, kiedy wokalistka, jako dziecko, po raz pierwszy obecna była na koncercie Jacksona. I Am... World Tour kończy się, gdy Knowles opuszcza scenę.

## Marketing i promocja
34–sekundowy materiał promujący I Am... World Tour pojawił się na kilku stronach internetowych na początku listopada 2010 roku. Z kolei cały film miał ekskluzywną premierę w telewizji American Broadcasting Company, kiedy to został wyemitowany w Święto Dziękczynienia, 25 listopada 2010 roku. Rok wcześniej, również w Dzień Dziękczynienia, ta sama stacja wyemitowała I Am... Yours: An Intimate Performance at Wynn Las Vegas, zapis koncertu Knowles w Encore Theater w Las Vegas, który odbył się 2 sierpnia 2009 roku.
21 listopada 2010 roku Beyoncé pojawiła się w teatrze szkoły School of Visual Arts w Nowym Jorku, gdzie miała miejsce nieoficjalna premiera I Am... World Tour. Następnego dnia w Nowym Jorku odbyła się zamknięta projekcja filmu, na której obecni byli m.in.: Mary J. Blige, Jennifer Hudson, Tyson Beckford, Alicia Keys oraz AJ Calloway. Tego wieczora Knowles powiedziała do zgromadzonych: „Pracowałam dziewięć miesięcy nad montażem tego filmu i mam nadzieję, że jesteście z tego dumni. Mam nadzieję, że potraktujecie go jak koncert, będziecie tańczyć i spędzicie świetnie czas.”.
W wywiadzie dla Associated Press Beyoncé wyznała: „Czułam, że zrobiłam tak wiele różnych rzeczy, że nadszedł czas, aby ujawnić, kim naprawdę jestem. To było bardzo trudne. Dlatego dużą część materiału sfilmowałam za pośrednictwem mojego komputera. Nigdy nie otworzyłabym się tak mocno, gdyby ktoś inny przebywał ze mną w pokoju.” Z kolei w rozmowie dla programu Nightline ABC dodała: „Myślę, że chciałam, aby fani mogli zobaczyć to, co widziałam ja... Film ukazuje wiele rzeczy o mnie, których nigdy nie zdradziłabym żadnemu reżyserowi.”

## Przyjęcie
Simon Gage z Daily Express ocenił album na cztery w pięciogwiazdkowej skali, komplementując taniec oraz zdolności wokalne Beyoncé. Następnie nazwał ją „prawdopodobnie najbardziej elektryzującą wokalistką od czasów Tiny Turner” oraz określił mianem „królowej R&B”. Andy Kellman z AllMusic przyznał I Am... World Tour trzy na pięć gwiazdek, pisząc: „dla każdego, poza najbardziej oddanymi fanami Beyoncé, materiał ten będzie przytłaczający”. Uznał również, że „więcej radości dla widza” dostarcza I Am... Yours: An Intimate Performance at Wynn Las Vegas. Andy Gill z The Independent ocenił album na zaledwie dwie z pięciu gwiazdek, nazywając go „niesatysfakcjonującym”, mimo że „wizualny spektakl dobrze łączył ze sobą wszystkie elementy występu”. Muzyczny serwis internetowy Rhapsody pochwalił I Am... World Tour, pisząc: „Podobnie, jak najlepsze albumy koncertowe, tak i ten sprawia, że chciałbyś być na przedstawionych występach.” Ian Drew z Us Magazine skomplementował energetyczne wykonania piosenek Destiny’s Child, a także monochromatyczny materiał zza kulis. Oceniając go, stwierdził, że Knowles „odkrywa siebie, gdy opowiada o tym, jak tęskni za mężem, Jayem-Z, gdy przebywa w trasie”. Scott Kara z New Zealand Herald ocenił album na trzy z pięciu gwiazdek twierdząc, że „plusem DVD jest niewątpliwie szeroki przekrój piosenek”, jednak nie posiadają one takiej energii, jak na The Beyoncé Experience, ponieważ ich wykonania są zbyt krótkie.
Film koncertowy w 2011 roku uzyskał nominację do nagrody NAACP Image Award w kategorii Outstanding Variety – Series or Special.

## Lista utworów
1. „Intro” – 1:54
2. „Crazy in Love” (feat. Jay-Z; zawiera fragmenty „Déjà Vu”, „I Just Wanna Love U (Give It 2 Me)”, „Let Me Clear My Throat” i „Pass the Peas”) – 5:24
3. „Naughty Girl” (zawiera fragmenty „Love to Love You Baby”[27]) – 2:34
4. „Tomorrow I Am... Sasha Fierce” – 0:40
5. „Freakum Dress” – 2:47
6. „Get Me Bodied” – 2:59
7. „Smash Into You” – 3:50
8. „Ave Maria” (zawiera fragmenty „Carol of the Bells” oraz „Ave Maria” Schuberta[27]) – 4:17
9. „Broken-Hearted Girl” – 3:46
10. „If I Were a Boy” / „You Oughta Know” (zawiera fragmenty „California Love”[27]) – 5:48
11. „Robot” (zawiera podkład „Sweet Dreams”[27]) – 0:59
12. „Diva” (zawiera fragmenty „Hovi Baby”[27]) – 2:52
13. „Radio” – 2:36
14. „Socks & Stilettos” – 0:15
15. „Ego” (feat. Kanye West; zawiera fragmenty wersji albumowej oraz remiksu) – 3:30
16. „Hello” – 3:39
17. „Sasha vs Beyoncé” (zawiera podkład „Kings Motorcade”[27]) – 0:54
18. „Baby Boy” / „You Don’t Love Me, No No No” – 4:27
19. „Irreplaceable” – 6:02
20. „Check on It” – 2:14
21. „Bootylicious” (zawiera fragmenty „Edge of Seventeen”[27]) – 0:41
22. „Upgrade U” (zawiera fragmenty „Girls Can’t Do What the Guys Do”[27]) – 2:21
23. „Video Phone” (zawiera fragmenty „Suga Mama”) – 2:30
24. „Are You Filming Me with That?” – 1:02
25. „Say My Name” – 2:21
26. „At Last” (zawiera fragmenty „Survivor”) – 3:53
27. „Listen” – 3:24
28. „Single Ladies (Put a Ring on It)” (konkurs)– 1:38
29. „Single Ladies (Put a Ring on It)” (zawiera fragmenty „You Make Me Wanna Shout” i „Hey Eh Hey” (Spoken Word)[27]) – 4:20
30. „Halo” – 11:44
31. „Credits” (napisy z podkładem „Satellites” i „Sweet Dreams”) – 3:56

| Edycja deluxe z bonusowym materiałem wideo |
| ------------------------------------------ |
|                                            |

| Edycja deluxe CD |
| --- |
| 1. „Intro” – 1:12 2. „Crazy in Love” (feat. Jay-Z) – 5:24 3. „Naughty Girl” – 2:34 4. „Freakum Dress” – 3:11 5. „Get Me Bodied” – 2:30 6. „Smash into You” – 3:52 7. „Ave Maria” – 4:16 8. „Broken-Hearted Girl” – 3:13 9. „If I Were a Boy” / „You Oughta Know” – 5:17 10. „Diva” – 3:00 11. „Radio” – 2:04 12. „Ego” (feat. Kanye West) – 1:55 13. „Hello” – 3:38 14. „Baby Boy” – 2:10 15. „You Don’t Love Me, No No No” – 1:49 16. „Irreplaceable” – 5:04 17. „Check on It” – 2:09 18. „Bootylicious” – 0:50 19. „Upgrade U” – 2:16 20. „Say My Name” – 2:20 21. „At Last” – 3:00 22. „Listen” – 3:22 23. „Single Ladies (Put a Ring on It)” – 4:23 24. „Halo” – 6:32 25. „Outro” – 1:59 |

## I Am... Tour

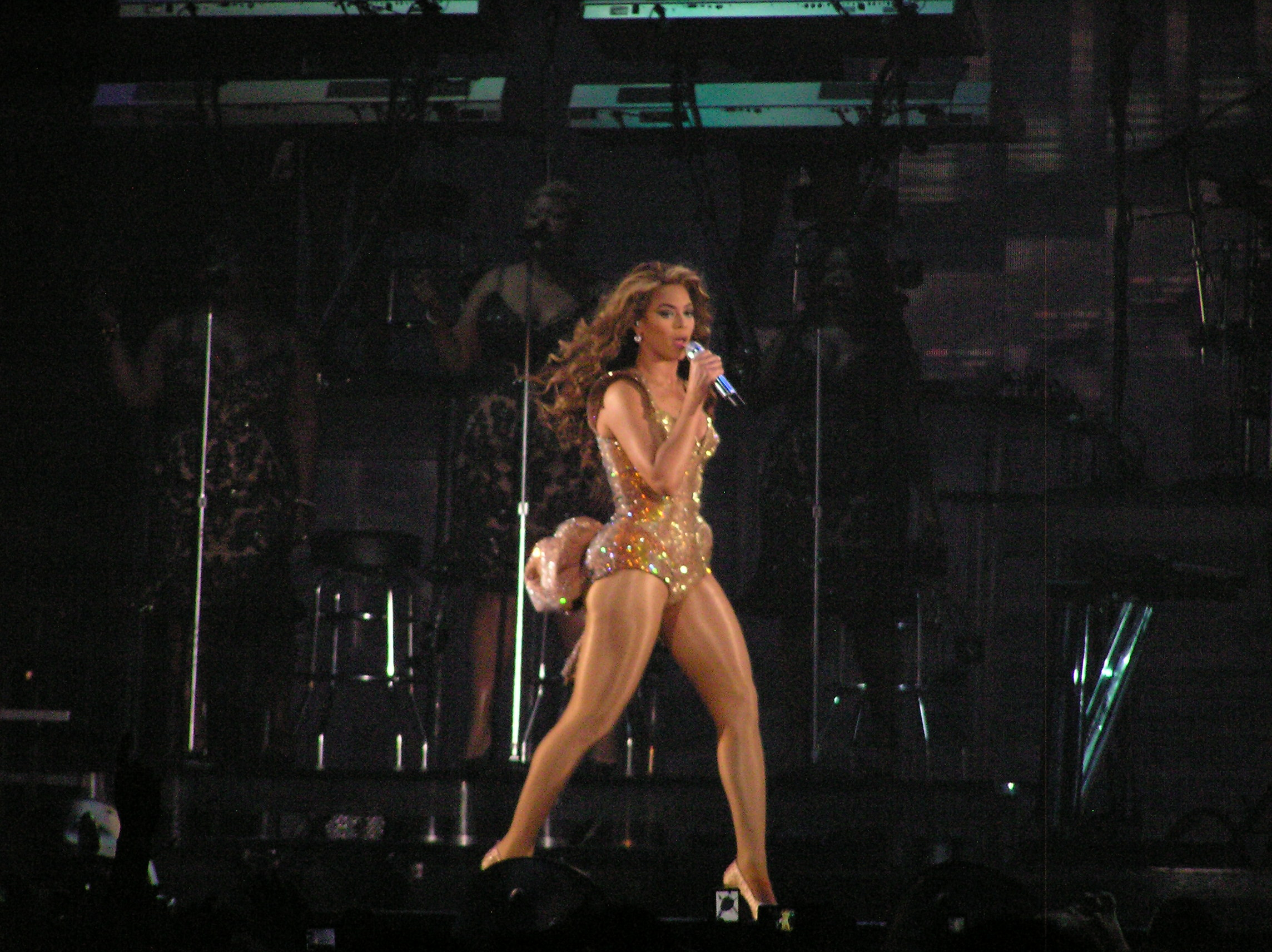
Beyoncé podczas koncertu w Newcastle, w ramach trasy I Am... Tour

Promując album I Am... Sasha Fierce, Knowles wybrała się w światową trasę koncertową I Am... Tour, która rozpoczęła się 26 marca 2009 roku w Edmonton w Kanadzie, a zakończyła 18 lutego 2010 roku w Trynidadzie i Tobago. Trasa objęła 108 koncertów na pięciu kontynentach; wśród nich znalazła się seria 4 występów w superluksusowym hotelu Encore Las Vegas, których zapis wydany został na DVD I Am... Yours: An Intimate Performance at Wynn Las Vegas. Według Billboardu, pierwszych 97 koncertów w ramach I Am... Tour przyniosło zysk w wysokości 108 milionów dolarów.

## Personel
Menedżering
- Produkcja wykonawcza – Beyoncé Knowles
- Reżyseria – Beyoncé Knowles
- Montaż – Beyonce Knowles
- Zdjęcia – Ed Burke

Wokal
- Główny wokal – Beyoncé Knowles
- Gościnny udział – Jay-Z, Kanye West

## Pozycje na listach
Według Nielsen SoundScan, I Am... World Tour rozszedł się w Stanach Zjednoczonych w ponad 200.000 egzemplarzy, uzyskując status podwójnej platyny. Album zadebiutował na 1. miejscu listy Billboard Music DVD Chart, na którym spędził w sumie dziewięć tygodni. W Brazylii I Am... World Tour zdobył certyfikat platyny w pierwszym tygodniu od premiery, sprzedając się w ponad 60.000 kopii. Album zadebiutował na 6. pozycji australijskiego zestawienia Australia Top 40 Music DVD Chart i ostatecznie uzyskał platynowy status, rozchodząc się w ponad 15.000 egzemplarzy.
W Polsce płyta wideo uzyskała certyfikat złotej płyty DVD.
| Lista (2010)                     | Najwyższa pozycja | Certyfikat |
| -------------------------------- | ----------------- | ---------- |
| Australia Top 40 Music DVD Chart | 6                 | Platyna    |
| Brazilian DVD Chart              | 1                 | Platyna    |
| Belgium DVD Chart (Flandria)     | 6                 | –          |
| Belgium DVD Chart (Walonia)      | 10                | –          |
| Dutch DVD Music Top 30 Chart     | 1                 | –          |
| Turkish DVD Music Top 20 Chart   | 1                 | –          |
| Irish Top 10 Music DVDs          | 4                 | –          |
| Italian DVD Chart                | 5                 | –          |
| New Zealand Music DVD Chart      | 9                 | –          |
| Sweden DVD Chart                 | 7                 | –          |
| Swiss DVD Music Top 10 Chart     | 6                 | –          |
| Billboard Music DVD Chart        | 1                 | 2× Platyna |
| UK Music Video Chart             | 5                 | –          |

| Lista (2010)                     | Najwyższa pozycja | Certyfikat |
| -------------------------------- | ----------------- | ---------- |
| Italian Albums Chart             | 63                | –          |
| Mexican Albums Chart             | 89                | –          |
| Portugal Albums Chart            | 8                 | –          |
| Spanish Albums Chart             | 15                | –          |
| Billboard Top R&B/Hip-Hop Albums | 40                | –          |

## Daty wydania
Edycja standardowa DVD była dostępna ekskluzywnie wyłącznie w amerykańskiej sieci sklepów Wal-Mart od 26 listopada 2010 roku. Wersja deluxe, składająca się z koncertowego DVD, CD, materiałów dokumentalnych i 40–stronicowej książki miała premierę w wybranych krajach 30 listopada. Edycja Blu-ray Edition miała premierę 7 grudnia i, podobnie jak wydanie deluxe, dostępna była tylko w kilku państwach.
| Kraj              | Data              | Format                   |
| ----------------- | ----------------- | ------------------------ |
| Australia         | 26 listopada 2010 | DVD/CD (edycja deluxe)   |
| Austria           | 26 listopada 2010 | DVD/CD (edycja deluxe)   |
| Belgia            | 26 listopada 2010 | DVD/CD (edycja deluxe)   |
| Brazylia          | 26 listopada 2010 | DVD/CD (edycja deluxe)   |
| Chiny             | 26 listopada 2010 | DVD/CD (edycja deluxe)   |
| Chorwacja         | 26 listopada 2010 | DVD/CD (edycja deluxe)   |
| Francja           | 26 listopada 2010 | DVD/CD (edycja deluxe)   |
| Niemcy            | 26 listopada 2010 | DVD/CD (edycja deluxe)   |
| Irlandia          | 26 listopada 2010 | DVD/CD (edycja deluxe)   |
| Holandia          | 26 listopada 2010 | DVD/CD (edycja deluxe)   |
| Szwecja           | 26 listopada 2010 | DVD/CD (edycja deluxe)   |
| Szwajcaria        | 26 listopada 2010 | DVD/CD (edycja deluxe)   |
| Stany Zjednoczone | 26 listopada 2010 | DVD (edycja standardowa) |
| Dania             | 29 listopada 2010 | DVD/CD (edycja deluxe)   |
| Francja           | 29 listopada 2010 | DVD/CD (edycja deluxe)   |
| Węgry             | 29 listopada 2010 | DVD/CD (edycja deluxe)   |
| Nowa Zelandia     | 29 listopada 2010 | DVD/CD (edycja deluxe)   |
| Norwegia          | 29 listopada 2010 | DVD/CD (edycja deluxe)   |
| Wielka Brytania   | 29 listopada 2010 | DVD/CD (edycja deluxe)   |
| Kanada            | 30 listopada 2010 | DVD/CD (edycja deluxe)   |
| Japonia           | 30 listopada 2010 | DVD/CD (edycja deluxe)   |
| Włochy            | 30 listopada 2010 | DVD/CD (edycja deluxe)   |
| Grecja            | 30 listopada 2010 | DVD/CD (edycja deluxe)   |
| Hongkong          | 30 listopada 2010 | DVD/CD (edycja deluxe)   |
| Korea Południowa  | 30 listopada 2010 | DVD/CD (edycja deluxe)   |
| Meksyk            | 30 listopada 2010 | DVD/CD (edycja deluxe)   |
| Filipiny          | 30 listopada 2010 | DVD/CD (edycja deluxe)   |
| Polska            | 30 listopada 2010 | DVD/CD (edycja deluxe)   |
| Portugalia        | 30 listopada 2010 | DVD/CD (edycja deluxe)   |
| Puerto Rico       | 30 listopada 2010 | DVD/CD (edycja deluxe)   |
| Hiszpania         | 30 listopada 2010 | DVD/CD (edycja deluxe)   |
| Tajwan            | 30 listopada 2010 | DVD/CD (edycja deluxe)   |
| Tajlandia         | 30 listopada 2010 | DVD/CD (edycja deluxe)   |
| Turcja            | 30 listopada 2010 | DVD/CD (edycja deluxe)   |
| Stany Zjednoczone | 30 listopada 2010 | DVD/CD (edycja deluxe)   |
| Australia         | 3 grudnia 2010    | Blu-ray                  |
| Holandia          | 3 grudnia 2010    | Blu-ray                  |
| Stany Zjednoczone | 7 grudnia 2010    | Blu-ray                  |